# Helen Connelly
Helen Connelly (Brooklyn, 15 marzo 1908 – Belford, luglio 1987) è stata un'attrice statunitense, attiva come attrice bambina nel cinema muto americano dal 1913 al 1920 (tra i 5 e 12 anni d'età).

## Biografia
Nata nel 1908, Helen Connelly esordisce nel 1913 con la Reliance Film Company in un cortometraggio che la vede impegnata assieme ad altri attori bambini del periodo, tra cui Runa Hodges, Rosanna Logan, e Gladys Egan. Lo stesso anno riceve un contratto con la Vitagraph, assieme al fratello Bobby Connelly, destinato in breve ad affermarsi come uno dei più celebri attori bambini del tempo.
I bambini della Vitagraph sono impiegati ogniqualvolta si richieda la loro presenza, in parti di supporto ma anche con ruoli di protagonisti. Helen è preferibilmente impiegata in coppia con il fratello, ma lavora anche da sola o con altri bambini della compagnia: Kenneth Casey, Paul Kelly, Audrey Berry, Florence Foley, e Malcolm Lee Beggs. Il contratto le è rinnovato fino alla fine del 1917.
Torna un'ultima volta davanti alla macchina da presa nel 1920, ancora al fianco del fratello Bobby Connelly, in Humoresque con la Paramount. Poi la tragica e prematura morte del fratello nel 1922 contribuisce ad allontanarla definitivamente dal mondo dello spettacolo.
Muore nel 1987 in Belford (New Jersey), all'età di 79 anni.

## Filmografia
- The Dream Home, regia di Lawrence B. McGill (1913)
- The Feudists, regia di Wilfrid North (1913)
- The Ancient Order of Good Fellows, regia di Courtney Ryley Cooper (1913)
- The Violin of M'sieur, regia di James Young (1914)
- The 'Bear' Facts, regia di Tefft Johnson (1914)
- Happy-Go-Lucky, regia di James Young (1914)
- My Official Wife, regia di James Young (1914)
- The Arrival of Josie, regia di James Young (1914)
- The House on the Hill, regia di Tefft Johnson (1914)
- Kill or Cure, regia di Harry Lambert (1914)
- Out of the Past, regia di Lionel Belmore (1914)
- The Professor's Romance, regia di Sidney Drew (1914)
- The Silent Plea, regia di Lionel Belmore (1914)
- The Prince in Disguise, regia di Tefft Johnson (1914)
- Sonny Jim, serial cinematografico (1914-15) - 3 cortometraggi:
  - Sonny Jim and the Valentine, regia di Tefft Johnson (1915)
  - Sonny Jim and the Family Party, regia di Tefft Johnson (1915)
  - Sonny Jim's First Love Affair, regia di Tefft Johnson (1915)
- The Prince in Disguise, regia di Tefft Johnson (1915)
- Her Bad Quarter of an Hour, regia di Cortland Van Deusen (1916)
- Her Right to Live, regia di Paul Scardon (1917)
- Bobby, serial cinematografico (1917) - 2 cortometraggi:
  - When Bobby Broke His Arm (1917)
  - Bobby and the Home Defense (1917)
- Humoresque, regia di Frank Borzage (1920)